# Astrapia splendidissima
Astrapia splendidissima là một loài chim trong họ Paradisaeidae.